# Eclipse solar del 26 de febrero de 2017

Animación que muestra la ruta seguida por el eclipse

El eclipse solar del 26 de febrero de 2017 fue el primer eclipse solar de 2017. Fue un eclipse anular visible en el centro-sur de América del Sur en la mañana, en el centro-sur de África y la Antártida al atardecer. Es el número 29 en la serie de Saros 140 y tuvo una magnitud de eclipse de 0,9922.
Un eclipse anular es un fenómeno que se produce cuando la Luna oculta al Sol, desde la perspectiva de la Tierra.
Las mejores ubicaciones para ver el eclipse en Argentina tuvieron lugar en el sur de la provincia del Chubut, en las localidades de Facundo, Sarmiento y Camarones, desde donde se vio el llamado «anillo de fuego», mientras que en Chile fue en la región de Aysén, donde se organizaron diversas actividades en torno a la observación del fenómeno.

## Galería de fotos

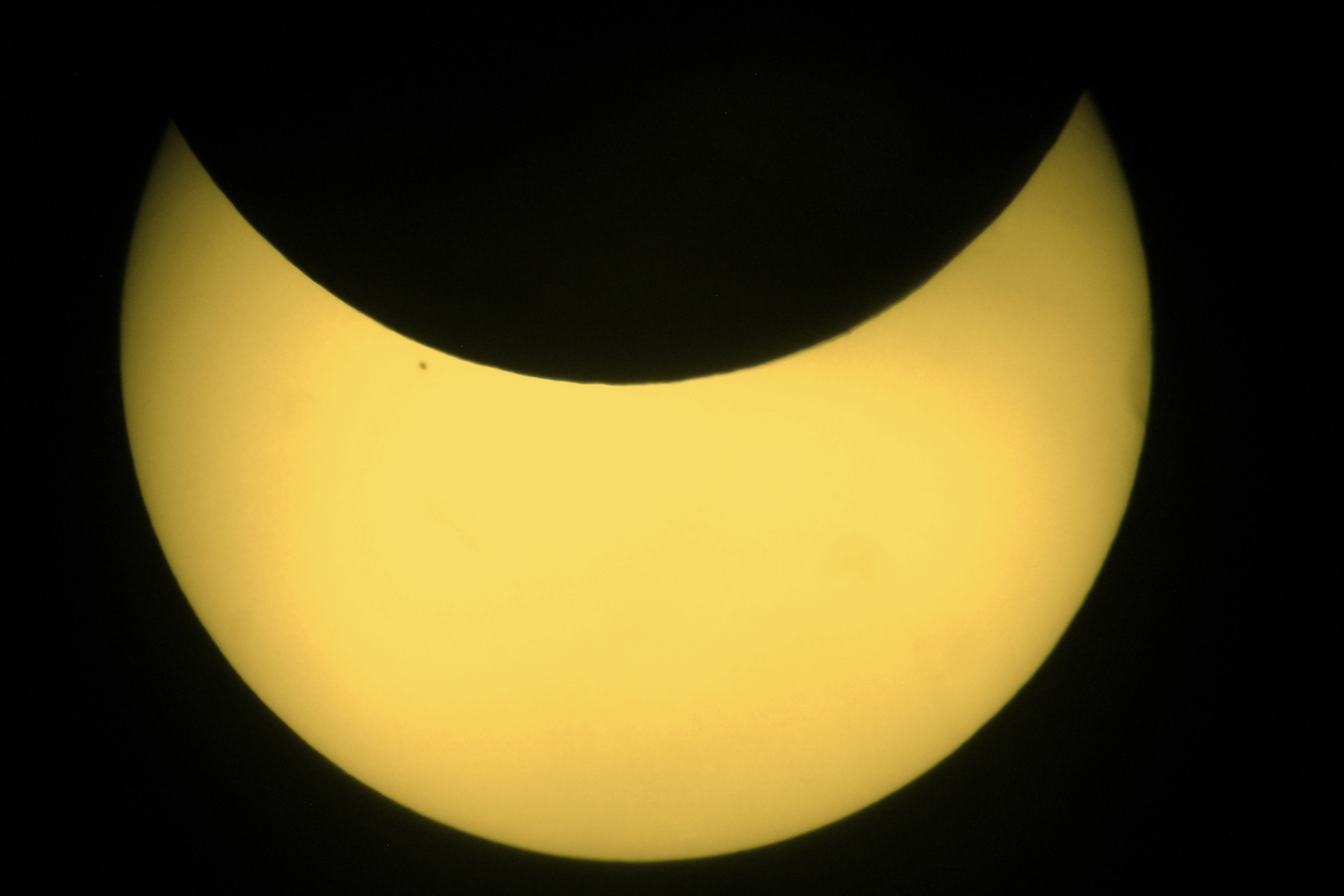
El eclipse visto desde Villa Gesell, Argentina, a las 10:18 a.m. (UTC -03:00)
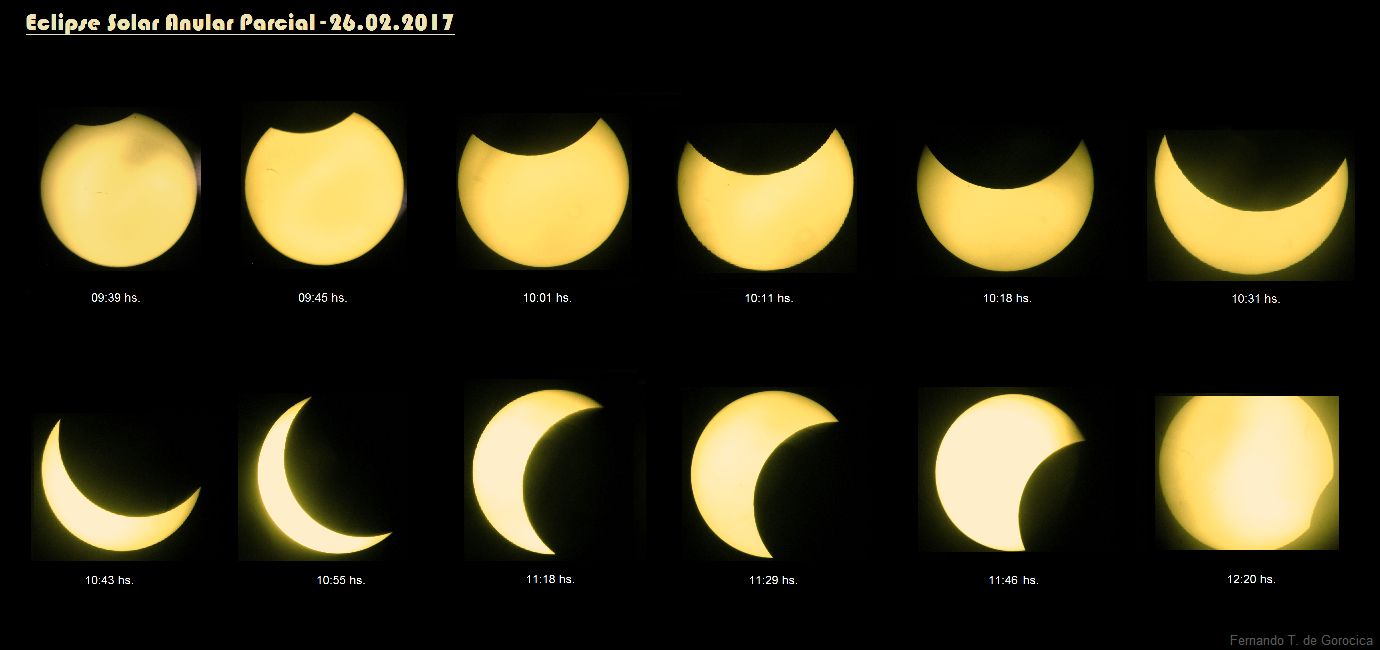
Las fases del eclipse desde Villa Gesell, Argentina
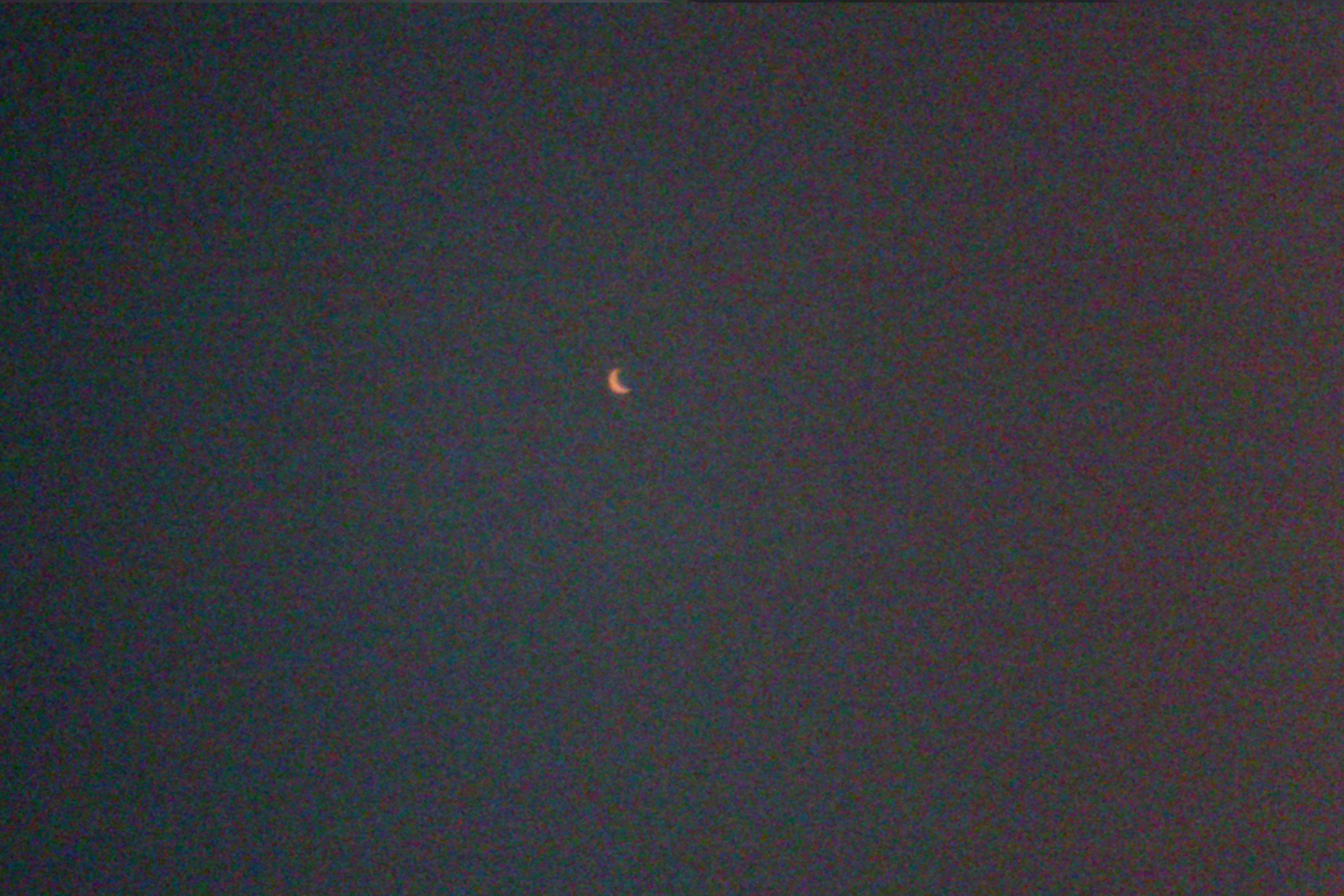
Pico máximo de la ocultación parcial del Sol visto desde el Gran Buenos Aires, a las 10:53 a.m. (UTC -03:00)
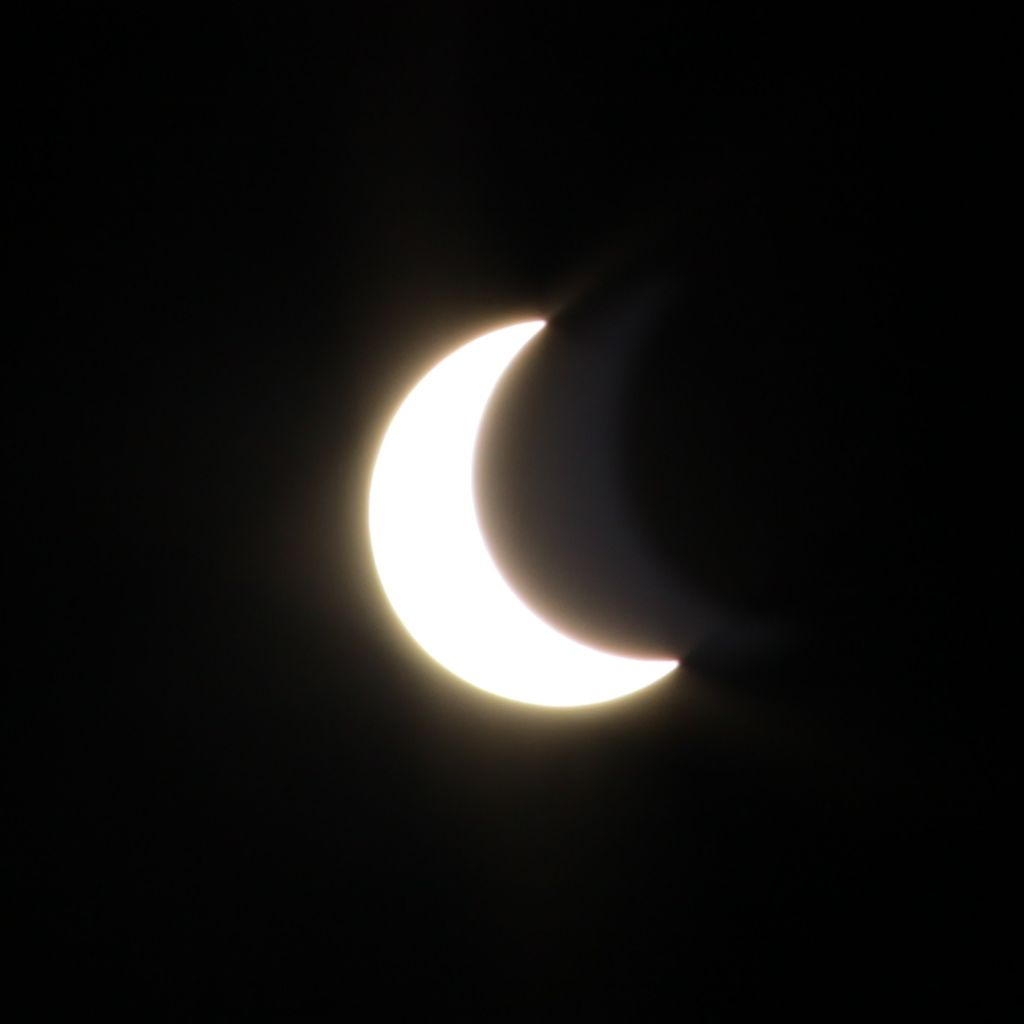
Pico máximo de la ocultación parcial del Sol visto desde Buenos Aires, 10:53 a.m. (UTC -03:00)
Animación del eclipse anular parcial de Sol visto desde Montevideo, Uruguay.